# Pseudotaxiphyllum pohliaecarpum
Pseudotaxiphyllum pohliaecarpum là một loài Rêu trong họ Plagiotheciaceae. Loài này được (Sull. & Lesq.) Z. Iwats. miêu tả khoa học đầu tiên năm 1987.